# Дмыничи
Дмыничи — деревня в Монастырщинском районе Смоленской области России. Входит в состав Соболевского сельского поселения. Население — 107 жителей (2007 год).
Расположена в западной части области в 10 км к северо-востоку от Монастырщины, в 35 км западнее автодороги А141 Орёл — Витебск, на берегу реки Воронка. В 30 км восточнее деревни расположена железнодорожная станция Грудинино на линии Смоленск — Рославль.

## История
Здесь, в 80 км к юго-западу от Смоленска, произошло памятное сражение партизан полка «Тринадцать». Появление в безлесной местности вблизи Смоленска и штаба группы армий «Центр» крупного партизанского отряда всполошило гитлеровское командование. Против гришинцев были брошены значительные силы. В селе оказались окруженными 2-й батальон полка и отряд «Победа». Отбив пять атак и уничтожив несколько сот вражеских солдат, партизаны ночью прорвали блокаду и вышли на север Монастырщинского района к д. Юрово и д. Волково. У д. Волково полк «Тринадцать» с боем переправился через р. Упокой.
В годы Великой Отечественной войны деревня была оккупирована гитлеровскими войсками в июле 1941 года, освобождена в сентябре 1943 года.
В деревне родился Герой Советского Союза Сергей Нестеров.